# Alexander Petrowitsch Beljajew

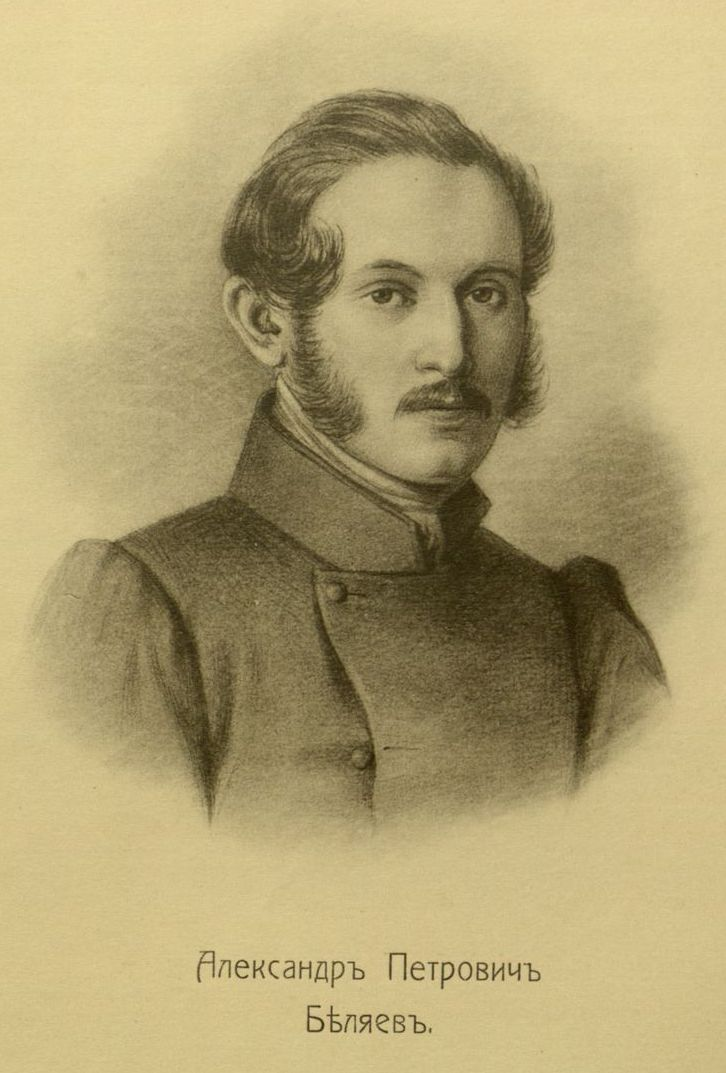
Alexander Petrowitsch Beljajew

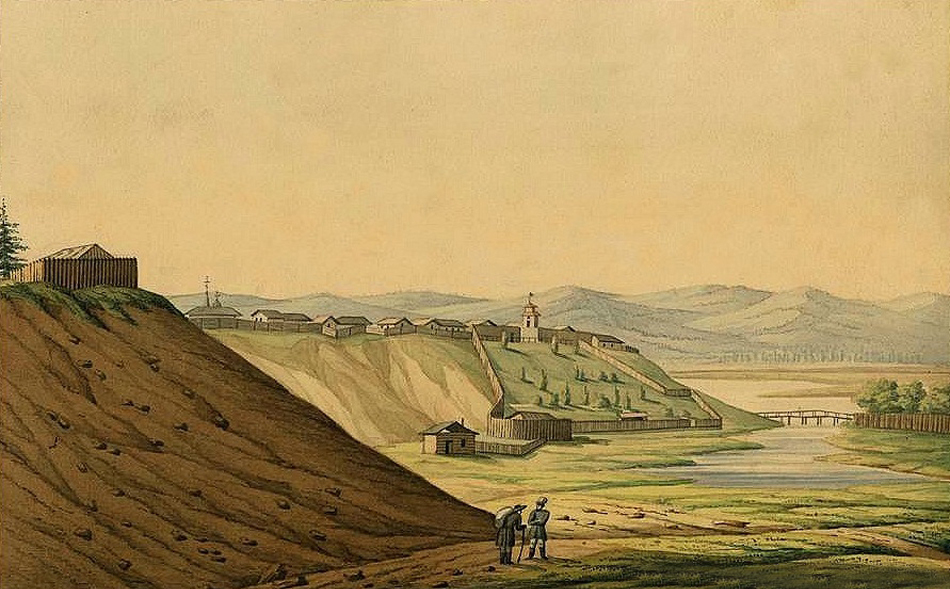
Nikolai Alexandrowitsch Bestuschew um 1828: Blick auf das Ostrog Tschita

Alexander Petrowitsch Beljajew (russisch Александр Петрович Беляев; * 1803; † 28. Dezember 1887jul. / 9. Januar 1888greg. in Moskau) war ein russischer Schriftsteller und Dekabrist.

## Leben
Alexander entstammte dem Adelsgeschlecht der Beljajews aus dem Gouvernement Pensa. Der Vater, Pjotr Gawrilowitsch Beljajew (gestorben 1826), Kapitän zur See, war als Freimaurer einer der Freunde Labsins. Alexanders Mutter, die Schwedin Charlotte Iwanowna Werenius, war eine Pensaer Gutsbesitzerstochter.
Alexander wuchs in Jerschow, einem Dorf im Landkreis Tschembar, auf. Der Vater war dort unter Graf A. K. Rasumowski Adelsmarschall.
Alexander Beljajew absolvierte die Sankt Petersburger Seekadetten-Akademie. Die praktische Ausbildung auf der Fregatte Proworny (deutsch: flink, gewandt) fand auf der Ostsee sowie vor den Küsten Frankreichs, Englands und Islands statt. In der Garde der Kaiserlich Russischen Marine schloss er sich – in die Fußstapfen des Vaters tretend – den Freimaurern an und bereitete die Erhebung der Dekabristen mit vor.
Als Dekabrist wurde Alexander Beljajew bis 1. Februar 1827 in der Peter-und-Paul-Festung gefangengehalten. Es folgten Jahre der Zwangsarbeit im Ostrog Tschita und in der Katorga Peter-Hütte. Maria Wolkonskaja berichtet, sie habe drei junge Leutnante – Frolow zusammen mit den Brüdern Beljajew – zu der Zeit im Ostrog Tschita gesehen. Am 23. Juli 1833 wurde Alexander Beljajew aus diesem Zuchthaus entlassen und in Minussinsk im Gouvernement Jenisseisk zwangsangesiedelt. Er und sein Bruder Pjotr traten dort jahrelang als erfolgreiche Landwirte hervor.
Ab 1840 mussten er und sein Bruder als gemeine Soldaten im Kaukasuskrieg dienen. Für Tapferkeit vor dem Feind wurde Alexander Beljajew 1845 wieder Offizier und verließ die Truppe 1846 als Leutnant. Bis zur Rehabilitierung im Jahr 1856 – nach dem Tode Nikolai I. – war er in der alten Heimat im zivilen Sektor in verschiedenen Berufen tätig; zum Beispiel bei der Wolga-Dampfschifffahrt und als Immobilienmakler.
Nach der genannten Amnestie schrieb er seine Memoiren und betrieb theologische Studien. Im hohen Alter erblindete Alexander Beljajew. Er wurde auf dem Wagankowoer Friedhof beerdigt.